# Carpella miegii
Carpella miegii là một loài bướm đêm trong họ Geometridae.